# Panunzita
La panunzita és un mineral de la classe dels silicats. Rep el nom en honor d'Achille Panunzi, professor de química de la Universitat de Nàpols. El doctor Panunzi va descobrir els blocs expulsats pel mont Somma que contenia el mineral.

## Característiques
La panunzita és un silicat de fórmula química (K,Na)AlSiO₄. Va ser aprovada com a espècie vàlida per l'Associació Mineralògica Internacional l'any 1978. Cristal·litza en el sistema hexagonal. La seva duresa a l'escala de Mohs és 5,5.
Segons la classificació de Nickel-Strunz, la panunzita pertany a «09.FA - Tectosilicats sense H₂O zeolítica, sense anions addicionals no tetraèdrics» juntament amb els següents minerals: kaliofilita, kalsilita, nefelina, trikalsilita, yoshiokaïta, megakalsilita, malinkoïta, virgilita, lisitsynita, adularia, anortoclasa, buddingtonita, celsiana, hialofana, microclina, ortosa, sanidina, rubiclina, monalbita, albita, andesina, anortita, bytownita, labradorita, oligoclasa, reedmergnerita, paracelsiana, svyatoslavita, kumdykolita, slawsonita, lisetita, banalsita, stronalsita, danburita, maleevita, pekovita, lingunita i kokchetavita.

## Formació i jaciments
Va ser descoberta al mont Somma, una muntanya situada dins el complex volcànic Somma-Vesuvi, a la província de Nàpols (Campània, Itàlia). També ha estat descrita a la pedrera Vispi, a la localitat de San Venanzo, a la regió italiana d'Úmbria. Aquests dos indrets són els únics de tot el planeta on ha estat descrita aquesta espècie mineral.